# Limenitis bifulvata
Limenitis bifulvata är en fjärilsart som beskrevs av Cabeau 1926. Limenitis bifulvata ingår i släktet Limenitis och familjen praktfjärilar. Inga underarter finns listade i Catalogue of Life.